# Psychotria apoda
Psychotria apoda är en måreväxtart som beskrevs av Julian Alfred Steyermark. Psychotria apoda ingår i släktet Psychotria och familjen måreväxter. Inga underarter finns listade i Catalogue of Life.